# Oxycheilinus samurai
Oxycheilinus samurai là một loài cá biển thuộc chi Oxycheilinus trong họ Cá bàng chài. Loài này được mô tả lần đầu tiên vào năm 2016.

## Từ nguyên
Từ định danh của loài cá này được đặt theo thuật ngữ "samurai", các võ sĩ Nhật Bản, hàm ý đề cập đến vùng đầu đỏ nhạt (như khuôn mặt đỏ của các samurai) và phần gáy màu xanh lục (ví như vùng tóc cạo hơi xanh ở hai bên chỏm tóc của samurai).

## Phạm vi phân bố và môi trường sống
O. samurai có phạm vi phân bố ở Tây Thái Bình Dương. Loài cá này được biết đến thông qua các mẫu vật được thu thập tại quần đảo Ryukyu (Nhật Bản) và đảo Panay (Philippines), sau đó được ghi nhận thêm tại Nouvelle-Calédonie và Indonesia. Loài này có thể được tìm thấy ở độ sâu đến 50 m (tại đảo Halmahera).

## Mô tả
O. samurai có chiều dài cơ thể tối đa được ghi nhận là gần 10 cm. O. samurai có hình thái tương tự với loài Oxycheilinus orientalis (có phạm vi phân bố rộng khắp Ấn Độ Dương và Tây Thái Bình Dương). Tuy vậy, O. samurai vẫn có sự khác biệt với O. orientalis như sự chênh lệch số lược mang và O. samurai có rìa sau của vây đuôi màu trắng (có thêm một mảng màu đen hoặc đỏ sẫm ngay trước rìa trắng này).
O. samurai có thân thuôn dài, màu đỏ với phần mõm tròn. Có một đốm màu xanh lục lam bao quanh gai vây lưng đầu tiên và thứ hai. Trước vây lưng đến gáy có một mảng màu xanh lục sẫm.
Số gai ở vây lưng: 9; Số vây tia ở vây lưng: 10; Số gai ở vây hậu môn: 3; Số vây tia ở vây hậu môn: 9; Số vây tia ở vây ngực: 12; Số gai ở vây bụng: 1; Số vây tia ở vây bụng: 5.